# Matière noire (album)
Pour les articles homonymes, voir Matière noire (homonymie).
Albums de Mass Hysteria
Mass Hysteria à l'Olympia
(2013) Le Trianon
(2016)
Matière Noire est le 8e album studio du groupe de metal industriel français Mass Hysteria, est sorti le 23 octobre 2015.
À cette occasion, une édition limitée a été proposée.
Il s'agit du premier album avec Frédéric Duquesne (Watcha) à la guitare, à la suite du départ de Nicolas Sarrouy.

## Liste des morceaux
1. Chiens de la casse
2. Vae soli !
3. Vector equilibrium
4. Notre complot
5. L'espérance et le refus
6. Tout est poison
7. L'enfer des dieux
8. À bout de souffle
9. Matière noire
10. Plus que du metal
11. Mère d'Iroise

## Crédits
- Mouss Kelai — chant
- Yann Heurtaux — guitare
- Frédéric Duquesne — guitare
- Vincent Mercier — basse
- Raphaël Mercier — batterie
- Eric Canto — Artwork et photos